# Kalaparusha Maurice McIntyre
Kalaparusha Maurice McIntyre (Clarksville, 24 maart 1936 - New York, 9 november 2013) was een Amerikaanse jazzmuzikant (saxofoon, klarinet, percussie) van de freejazz, de avant-gardejazz en de vrije improvisatie.

## Biografie
Kalaparusha Maurice McIntyre (op de cover van de lp Kwanza werden als aliassen ook Kalaparusha Ahrah Difda en Maurice Benford McIntyre vermeld) groeide op in Chicago en leerde eerst klarinet en drums spelen, maar wisselde daarna naar de saxofoon. Hij studeerde aan het Chicago College of Music en werkte tijdens de jaren 1960 met muzikanten uit het free- en avant-garde-circuit, waaronder Malachi Favors, Muhal Richard Abrams en Roscoe Mitchell. Zo werd hij tijdens deze periode lid van de band AACM. Zijn eerste album onder zijn eigen naam verscheen in 1969. Hij was ook werkzaam als sessiemuzikant voor Delmark Records en werkte mee aan plaatprojecten van George Freeman, J.B. Hutto en Little Milton.
Tijdens de jaren 1970 verhuisde McIntyre naar New York, speelde hij in Sam Rivers' Rivbea Studios (Wildflowers Loft-sessies, 1976) en onderwees hij in Karl Bergers Creative Music Studio. In deze periode vallen de opnamen voor zijn volgens Richard Cook en Brian Morton beste albums Forces and Blessings met de bassist Fred Hopkins in 1970 en Peace and Blessings, dat in 1979 verscheen bij Black Saint Records.
Tijdens de jaren 1970 toerde hij met Muhal Richard Abrams meerdere keren door Europa. Na zijn livealbum uit 1981, nam McIntyre nog slechts weinig platen op, werkte hij als straatmuzikant en in de ondergrondse van New York. Pas in 1998 nam hij weer op met Pheeroan akLaff en Michael Logan (Dream Of, bij CIMP Records). In het daaropvolgende jaar speelde hij met oud-collega's uit het AACM-tijdperk als Jarman, Favors, Steve Colson, Kahil El'Zabar op het album Bright Moments. Tijdens de jaren 2000 verschenen weer enkele albums van hem als orkestleider, zoals het album South Eastern bij CIMP.
Zijn spel op de saxofoon herinnert aan de latere John Coltrane.

## Overlijden
Kalaparusha Maurice McIntyre overleed in november 2013 op 77-jarige leeftijd.

## Discografie
- 1969: Humility in the Light of the Creator (Delmark Records)
- 1970: Forces and Feelings (Delmark Records)
- 1978: Kwanza (Baystate Records)
- 1979: Peace and Blessings (Black Saint Records, met Longineu Parsons, Leonard Jones, King L. Mock)
- 2002: South Eastern (CIMP)
- 2004: Morning Song (Delmark)
- 2004: Paths to Glory (CIMP)